# Arthur Schicker
Arthur Schicker (* 16. Februar 1893 in Stuttgart; † 1979) war ein deutscher Verwaltungsbeamter.

## Leben
Arthur Schicker, Sohn des württembergischen Staatsrats und Bundesratsbevollmächtigten Karl von Schicker, studierte ab 1912 an der Eberhard Karls Universität Tübingen und der Westfälischen Wilhelms-Universität Rechtswissenschaft.
Er wurde im Corps Rhenania Tübingen (1912) und im Corps Rheno-Guestphalia Münster (1913) recipiert. 1914–1918 war er Soldat. 1919 setzte er das Studium in Tübingen fort. 1921 wurde er zum Dr. iur. promoviert und legte die 1. und 1922 die 2. höhere Justizdienstprüfung ab. Im November 1922 trat er in den Dienst der württembergischen Innenverwaltung ein, wurde im August 1923 Amtmann beim Oberamt Ludwigsburg mit Verwendung in Eßlingen am Neckar. Ende November 1923 wechselte er in das württembergische Innenministerium, wo er im Geschäftsteil VIII, Wohnungswesen, tätig war. 1926 wurde er zum Regierungsrat befördert. Von Beginn des Jahres 1933 bis 1939 war er Landrat beim Oberamt Hall. Im selben Jahr trat er in die NSDAP. 1939 wurde er Oberkriegsverwaltungsrat und NS-Führungsoffizier. 1945 aus dem Staatsdienst entlassen, wurde er im August 1947 im Innenministerium von Württemberg-Baden wieder angestellt. Seit Mitte der 1950er Jahre bis zu seiner Pensionierung war er Regierungsdirektor und stellvertretender Leiter des Geschäftsteils A, Allgemeine Angelegenheiten, in der Abteilung für Verkehr des baden-württembergischen Innenministeriums. Ab 1976 lebte er in Stade.

## Schriften
- Die Verarbeitung für fremde Rechnung, 1921.